# Грут, Вильям
Вильям Оскар Гернси Грут (швед. William Oscar Guernsey Grut; 17 сентября 1914, Стокгольм, Швеция — 20 ноября 2012, Эстерсунд, Швеция) — шведский пятиборец, чемпион летних Олимпийских игр в Лондоне (1948).

## Спортивная карьера
Родился в семье архитектора Торбена Грута (1871—1945), спроектировавшего Олимпийский стадион для проведения летних Игр в Стокгольме (1912).
Начал тренироваться в стокгольмском клубе «Idrottsförening A1». Являлся равносторонним спортсменом: как пловец в 1931-36 гг. выиграл 25 титулов чемпиона Швеции. В 1935 г. в составе столичного SK Neptun стал чемпионом страны по водному поло. На Олимпийских играх в Берлине (1936) был включен в расширенный состав сборной по плаванию, но в играх участия не принял. С началом Второй мировой войны завершил карьеру пловца, переключившись на современное пятиборье.
В 1938-48 гг. — пять раз становился чемпионом страны по пятиборью. На зимних Олимпийских играх в Санкт-Морице (1948) участвовал в соревнованиях по зимнему пятиборью как демонстрационному виду спорта, завоевав серебряную медаль за своими соотечественниками Густавом Линдом и до Бертилем Гаазе.
На летних Олимпийских играх в Лондоне (1948) стал олимпийским чемпионом, опередив американца Джорджа Мура. За своё достижение был награждён золотой медалью газеты Svenska-Dagbladet.

## Дальнейшая биография
После лондонской Олимпиады завершил свои спортивные выступления; до 1960 г. возглавлял спортивные делегации Швеции на соревнованиях по современному пятиборью. На открытии летних Игр в Риме (1960) ему было доверено нести флаг своей страны. В качестве тренера подготовил двукратного олимпийского чемпиона Ларса-Ёрана Халла. В 1960—1984 гг. — генеральный секретарь Международной федерации современного пятиборья. За свой вклад в олимпийское движение в 1988 г. был награждён серебряным Олимпийским орденом.
Являясь кадровым офицером Королевской военно-морской артиллерии, дослужился до звания полковника.